# Jürgen Kucharczyk
Jürgen Kucharczyk (* 15. Mai 1957 in Gevelsberg) ist ein deutscher Politiker (SPD).

## Leben und Beruf
Nach der mittleren Reife absolvierte Kucharczyk eine Ausbildung zum Fernmeldetechniker bei der Deutschen Bundespost und leistete anschließend seinen Wehrdienst ab. Kucharczyk qualifizierte sich in den folgenden Jahren u. a. auch im Qualitätsmanagement und der Managementplanung weiter und war zuletzt Vertriebsbeauftragter der T-Punkt Vertriebsgesellschaft in Remscheid. 
Jürgen Kucharczyk ist verheiratet und hat zwei Kinder.

## Partei
Er ist seit 1984 Mitglied der SPD und war von 1998 bis 2008 Vorsitzender des SPD-Unterbezirks Remscheid.

## Abgeordneter
Kucharczyk gehörte von 1989 bis 2006 dem Rat der Stadt Remscheid an und war hier von 1989 bis 2004 Vorsitzender des Jugendhilfeausschusses.
Von 2005 bis 2009 war er Mitglied des Deutschen Bundestages. 
Jürgen Kucharczyk war 2005 als direkt gewählter Abgeordneter des Wahlkreises Solingen – Remscheid – Wuppertal II in den Bundestag eingezogen. Bei der Bundestagswahl 2009 hat er den Wahlkreis an den CDU-Politiker Jürgen Hardt verloren.

## Öffentliche Ämter
Von Oktober 2004 bis Februar 2006 war er Zweiter Stellvertreter der Oberbürgermeisterin Beate Wilding von Remscheid.